# سوراخ‌بان کابل

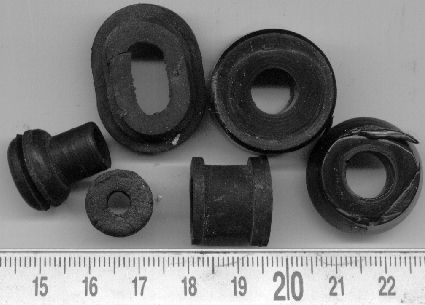
سوراخ‌بان‌های کابل

سوراخ‌بان کابل لوله یا حلقه‌ای است که کابل برق از آن عبور می‌کند. آنها معمولاً از لاستیک یا فلز ساخته می‌شوند.
سوراخ‌بان معمولاً به منظور محافظت، اصلاح سایش یا درزگیری کابل‌های عبوری از آن، از یک مداخله مکانیکی یا شیمیایی، در سوراخ‌های جسم خاصی قرار می‌گیرد.